# Sai lầm nghiêm trọng (cờ vua)
Trong cờ vua, nước đi sai lầm nghiêm trọng (tiếng Anh: blunder) là nước đi gây thiệt hại nghiêm trọng đến thế cờ của bên mắc sai lầm do dẫn đến việc thua về chất, bị chiếu hết, hoặc gặp phải các trường hợp tương tự. Nó thường do đấu thủ đang thiếu về thời gian, quá tự tin hoặc bất cẩn. Mặc dù blunder phổ biến hơn trong các ván cờ nghiệp dư, tất cả các cờ thủ đều mắc phải, ngay cả ở cấp độ vô địch thế giới. Tạo cơ hội cho đối phương phạm sai lầm là một kỹ năng quan trọng trong cờ vua.
Những gì được coi là "blunder" hơn là một sai lầm bình thường là hơi chủ quan. Một bước nước đi yếu của một người chơi mới có thể được giải thích là do người chơi thiếu kỹ năng, trong khi cùng một nước đi từ một kiện tướng có thể được gọi là một sai lầm. Trong chú thích cờ vua, những blunder thường được đánh dấu bằng dấu chấm hỏi kép, "??", sau nước đi.
Đặc biệt là ở những người chơi nghiệp dư và mới chơi, những blunder thường xảy ra do một quá trình suy nghĩ sai lầm, lúc người chơi không xem xét các nước đi của đối thủ. Đặc biệt các mối đe dọa cần được xem xét trong mỗi lần đi. Bỏ qua những khả năng này khiến một cờ thủ dễ mắc phải những lỗi đơn giản.
Một kỹ thuật trước đây được khuyến nghị để tránh mắc blunder là viết ra các nước đi trên bảng điểm, sau đó xem lại lần cuối trước khi thực hiện. Hành động này không phải là hiếm ngay cả ở cấp độ kiện tướng. Tuy nhiên, vào năm 2005, Liên đoàn Cờ vua Quốc tế (FIDE) đã cấm nó, thay vào đó yêu cầu nước đi phải được thực hiện trước khi được viết ra. Liên đoàn Cờ vua Hoa Kỳ cũng thực hiện quy tắc này, có hiệu lực kể từ ngày 1 tháng 1 năm 2007 (một sự thay đổi thành quy tắc 15A), mặc dù nó không được thực thi rộng rãi.